# Destino del crucero de batalla Nürnberg
El presente artículo trata sobre el destino del crucero de batalla Nürnberg, al término de la Segunda Guerra Mundial.

## Últimos disparos delNürnberg
Cerca de la Navidad de 1945, una larga columna de camiones británicos avanzaba por Wilhelmshaven. Los camiones estaban llenos de marinos alemanes, que observaban con desconfianza a sus centinelas ingleses: ninguno de ellos sabía a dónde iban. Han sido desembarcados 48 horas antes de los buques de cuya custodia se les había encargado. Los ingleses han reunido en Wilhelmshaven casi todo lo que resta de la flota alemana.
En el mes de agosto corrió el rumor de que los «tres grandes» se habían repartido en Potsdam los navíos sobrevivientes, pero no pudo ser confirmado. Los marinos que fueron desembarcados intempestivamente y trasladados al cuartel de Mühlenweg regresan ahora a sus buques y en los muelles observan un despliegue inusitado de guardias armados con ametralladoras y carros de combate. A la cabeza de la columna se encuentra en un vehículo el capitán de navío Giessler, comandante del Nürnberg. No sabe más que sus hombres. Un centinela soviético vigila el portalón y varios soldados rusos acampan frente al navío.
La tripulación intuye que su crucero va a ser entregado a los soviets. Los rumores no carecían de fundamento. La tripulación había sido alejada durante dos días para permitir a los rusos inspeccionar el buque, con el fin de descubrir posibles sabotajes. Los centinelas, las ametralladoras y los carros de combate están ahí para evitar que la tripulación se fugue cuando sepa la verdad. Comprenden además que los rusos son incapaces de hacer zarpar el buque del puerto. Necesitan a la tripulación alemana. Un oficial inglés da lectura a una declaración británica al comandante Giessler: 

Este buque ya no es alemán, porque de aquí en adelante constituirá una unidad de la Marina soviética. En el futuro, recibirá usted órdenes del comandante ruso. Le hago saber, en beneficio suyo, que este barco representa una importante contribución al pago de las reparaciones. El hecho de no fuera entregado fielmente y en buen estado, podría acarrear graves consecuencias a Alemania. Todos deben estar completamente convencidos de ello. Su misión, pues, consiste en conducir este buque a un puerto soviético. Yo sé que ustedes temen no regresar jamás, y este temor puede llevarles a obrar desatinadamente. Estoy en condiciones de asegurarles que su recelo no tiene justificación. El vicealmirante Levchenko ha dado a mi comandante en jefe su palabra de honor de que todos aquellos que no deseen libremente continuar su servicio a bordo, serán devueltos a Wilhelmshaven. Serán puestos en libertad en seguida si se demuestra que no han cometido ningún sabotaje. Hasta entonces cumplan ustedes con su deber.

El 2 de enero de 1946, el crucero Nürnberg zarpa de Wilhelmshaven escoltado por un destructor, dos torpederos, el Hessen y el Blitz. El convoy llega a Libau (entonces puerto soviético, hoy en Letonia) el 5 de enero. La orden del Alto Mando ruso es la de anclar en la rada de Libau, debido al mal tiempo y particularmente a la fuerte marejada reinante en el lugar. El almirante ruso ordena echar anclas, a pesar del mal tiempo. Media hora más tarde de esta maniobra, las cadenas que sujetan el Nürnberg al ancla saltan y el navío está a la deriva. La noche ha caído y remolcarlo a través del canal sólo es posible de día. Los chubascos disminuyen la visibilidad, no hay ningún faro encendido y los campos de minas no han sido limpiados.
El almirante Levchenko entrega al capitán de navío Giessler el mando del buque, a pesar de las protestas de los otros oficiales rusos. El comandante Giessler se propone entrar navegando con el radiotelémetro. El Nürnberg se mueve con sus máquinas, guiado por el radiotelémetro, maniobrando durante toda la noche. Los alemanes empezaron a practicar este tipo de navegación desde de principios de 1941, cuando operaban en el Atlántico con el Scharnhorst y el Gneisenau. A la luz del día se acercan los remolcadores, pero rompen sus cables. El comandante Giessler sugiere nuevamente entrar en puerto por sus propios medios, pero el almirante Levchenko ordena: «Entramos sin remolcadores».
El Nürnberg, de casi 190 metros de eslora y muy disminuido en su desplazamiento, es sensible en extremo a la deriva, mas la maniobra tiene éxito. La maniobra es seguida por rusos expectantes en la nave alemana y en el muelle. Es en ese momento que suenan los últimos disparos hechos por los alemanes en la guerra contra Rusia. Son disparos de pistola y tienen lugar ese 6 de enero de 1946. Los disparos causaron a bordo del Nürnberg un gran silencio y en el muelle gran confusión. Estos disparos han sido hechos con la pistola lanzacabos, pero no hay nadie que reciba las amarras del crucero. Los que estaban en el muelle han desaparecido. Finalmente hubo que botar una lancha para recoger las amarras del Nürnberg y llevarlas al muelle.
Los rusos y los ingleses cumplen su palabra. El Otto Wünsche, buque destinado al abastecimiento de submarinos, emboca el paso de Libau con la tripulación alemana a bordo, para trasladarla de nuevo a Wilhelmshaven.
En la década de 1950, probablemente era el único buque pesado de la antigua Kriegsmarine que se hallaba a flote. El 5 de enero de 1946 había sido rebautizado con el nombre de Admiral Makarov y perteneció a la flota soviética del Báltico con base en Tallin (actualmente Estonia) hasta 1955. En 1957 fue convertido en buque escuela en la base de Kronstadt (Unión Soviética) y puesto fuera de servicio en febrero de 1957.
En cambio, el Prinz Eugen, que sobrevivió a las hostilidades, reposa desde el año 1947 en el fondo del Océano Pacífico, en las proximidades del atolón de Bikini. Los norteamericanos lo reclamaron en Potsdam para servir de blanco a sus pruebas atómicas.